# ابيضاض الدم الوحيدي النقوي المزمن
ابيضاض الدم الوحيدي النقوي المزمن (CMML) هو أحد أنواع ابيضاضات الدم، وهي سرطانات تصيب الخلايا المكونة للدم في نخاع العظام. عند البالغين، تتشكل خلايا الدم في نخاع العظام، عن طريق عملية تُعرف باسم تكون الدم. في ابيضاض الدم النقوي المزمن، هناك أعداد متزايدة من الخلايا الوحيدة وخلايا الدم غير الناضجة (الأرومات) في الدم المحيطي ونخاع العظام، بالإضافة إلى الخلايا غير الطبيعية (خلل التنسج) في نوع واحد على الأقل من خلايا الدم.
يُظهر ابيضاض الدم النقوي المزمن خصائص متلازمة خلل التنسج النقوي (MDS) وهو اضطراب ينتج خلايا دم غير طبيعية المظهر، وورم تكاثري نقوي (MPN)؛ وهو اضطراب يتسم بالإفراط في إنتاج خلايا الدم. لهذا السبب، أعيد تصنيف ابيضاض الدم النقوي المزمن على أنه اضطراب تداخل متلازمة خلل التنسج النقوي / والورم التكاثري النقوي في عام 2002. لتشخيص ابيضاض الدم النقوي المزمن، تنص منظمة الصحة العالمية (WHO) على أن عدد كريات الدم يجب أن يكون> 1 × 109 / لتر، ولا ينبغي أن يكون هناك كروموسوم فيلادلفيا أو طفرات في جين PDGFRA أو PDGFRB، ويجب أن يكون العدد أقل من 20% ويجب أن يكون خلل التنسج من سلالة واحدة على الأقل من خلايا الدم النخاعية موجودًا.
أزاسيتيدين هو دواء يستخدم لعلاج ابيضاض الدم النقوي المزمن وجرت الموافقة عليه من قبل إدارة الغذاء والدواء (FDA) ووكالة الأدوية الأوروبية. تُستخدم زراعة الخلايا الجذعية أيضًا لعلاج ابيضاض الدم النقوي المزمن، وتتضمن زرع الخلايا الجذعية المكونة للدم من المتبرع في المتلقي. يستخدم نقل الدم والإريثروبويتين لعلاج فقر الدم المصاحب للأمراض.

## العلامات والأعراض
يعد تضخم الطحال من أكثر علامات ابيضاض الدم النقوي المزمن شيوعًا، ويوجد في نصف الحالات تقريبًا. تشمل العلامات والأعراض الأخرى الأقل شيوعًا فقر الدم والحمى وفقدان الوزن والتعرق الليلي والعدوى والنزيف والتهاب الغشاء المفصلي وتضخم العقد اللمفية والطفح الجلدي والانصباب الجنبي والانصباب التأموري والانصباب البريتوني.

## المسببات
على الرغم من أن سبب ابيضاض الدم النقوي المزمن غير معروف، لكن أن المواد البيئية المسببة للسرطان والإشعاع المؤين والعوامل السامة للخلايا قد يكون لها دور في التسبب في المرض. ما يقرب من ثلث حالات متلازمة خلل التنسج النقوي ذات عدد الخلايا الوحيدة> 10% و<1x109 / L سوف تتطور إلى ابيضاض الدم النقوي المزمن.

### طريقة تطور المرض
مع ارتفاع معدل طفرة Ras في ابيضاض الدم النقوي المزمن، ربط تحرير مسار الإشارات هذا بإحداث المرض. عامل نخر الورم GM-CSF و interleukin-3 و interleukin-4 و interleukin-6 و interleukin-10 قد يكون له دور في خلايا ابيضاض الدم النقوي المزمن شديدة التكاثر. يمكن لهذه السيتوكينات أن تحفز نمو ابيضاض الدم النقوي المزمن في المختبر. يحدث فرط ميثيل بقايا السيتوزين (عادة في مناطق الجينات المحفزة) في العديد من الأورام الخبيثة لتنظيم التعبير الجيني. أحد الجينات المفرطة الميثيل الشائعة في ابيضاض الدم النقوي المزمن هو p15INK4b، وهو جين يشارك في تنظيم دورة الخلية.

## الطفرات الجينية
تشيع التشوهات الوراثية النسيليّة في ابيضاض الدم النقوي المزمن ولكنها غير محددة لتشخيص المرض. الأكثر شيوعًا هو 8+ و7 / del (7q) والتشوهات الهيكلية 12p.  يتحور KRAS وNRAS في 25-40% من حالات ابيضاض الدم النقوي المزمن. عثر على طفرة Jak2 V617F في 10% من الحالات. عثر على طفرات في عوامل النسخ مثل RUNX1 وCEBPA و NPM و WT1 في ما يصل إلى 30% من الحالات. عثر على طفرات CBL في نحو 5-18% من الحالات. وعثر على الطفرات في جين TET2 في نحو 40-50% من ابيضاض الدم النقوي المزمن. يؤدي تعطيل الطفرات في أحد جيني GATA2 الأبوين إلى انخفاض، أي نقص الفرداني، في المستويات الخلوية لمنتج الجين، وعامل نسخ GATA2، وبالتالي إلى مرض وراثي جسمي سائد نادر، نقص GATA2. يرتبط هذا المرض بمجموعة متنوعة للغاية من الاضطرابات بما في ذلك متلازمة خلل التنسج النقوي، وسرطان الدم النخاعي الحاد، وابيضاض الدم النقوي المزمن. عادة ما يسبق ابيضاض الدم النقوي المزمن الناجم عن نقص GATA2، مثل الأنواع الأخرى من ابيضاض الدم النقوي المزمن، كثرة الوحيدات.

## التشخيص
تعرض أفلام الدم مجموعة من التشوهات. يعد عدد الخلايا الوحيدة> 1x109 / L ضروريًا لتشخيص ابيضاض الدم النقوي المزمن. قد تشمل الميزات الأخرى؛ زيادة عدد الكريات البيضاء (50% من الحالات)؛ التحول الأيسر وخلل التنسج من الخلايا الوحيدة والخلايا المحببة؛ وجود الخلايا النخاعية والخلايا النخاعية والخلايا البرقية؛ وحيدات ذات نوى مفرطة التفصيل / غير طبيعية، وزيادة الأسس السيتوبلازمية و / أو وجود الحبيبات السيتوبلازمية؛ فرط الحمضات (في حالات ابيضاض الدم النقوي المزمن مع فرط الحمضات)؛ وكثرة الكريات الحمر في حالات اختبار كومبس المباشر، وDCT، وفقر الدم الانحلالي الإيجابي). قد تقلل عدد الصفائح الدموية أو زيادتها أو وضعها الطبيعي. عادة ما تنخفض مستويات الهيموغلوبين بخلايا الدم الحمراء السوية والكريات السوية الصبغية. قد تكون الأضداد الذاتية والراصات الباردة موجودة و 10% من ابيضاض الدم النقوي المزمن موجبة DCT. سوف يُظهر نَفَس النخاع العظمي فرط خلوية مع زيادة تعداد الخلايا المحببة وحيدة الخلية. قد تُظهر الخزعات الأساسية لنخاع العظم غلبة للخلايا النخاعية وحيدة الخلية، وتوطين غير طبيعي للسلائف غير الناضجة وخلايا النواء الضخمة لخلل التنسج. العقيدات أحادية الخلية هي سمة شائعة في الخزعات.
الخصائص الجينية لـ ابيضاض الدم النقوي المزمن هي؛ CD11b و CD11c و CD14 CD33 و CD45 و CD64 شوهد في 100% من الحالات؛ عثر على CD13 في 95% من الحالات. عُثر على CD4 في 76 % من الحالات؛ وجدت HLA-DR في 71% من الحالات. CD56 موجود في 53% من الحالات. عثر على CD2 في 34 % من الحالات؛ عثر على CD16 في 29% من الحالات. عثر على CD10 في 28% من الحالات؛ CD23 و CD7 موجودان في 9% من الحالات؛ و CD117 موجودان في 5% من الحالات.